# جامع (بيان)
الجامع في مصطلح أهل البيان يطلق على معان. أحدها ما قصد اشتراك طرفي الاستعارة فيه، أي المشبة والمشبة به، وهو الذي يسمى في التشبيه وجها. وثانيها نوع من الإيجاز. وثالثها ما يجمع بين شيئين سواء كانا جملتين أو لا عند القوة المفكرة جمعا من جهة العقل أو الوهم أو الخيال.